# Oberea apicenigrita
Oberea apicenigrita là một loài bọ cánh cứng trong họ Cerambycidae.